# Igor' Kravčuk
Igor' Aleksandrovič Kravčuk (in russo Игорь Александрович Кравчук?; trasl. angl.: Igor Aleksandrovich Kravchuk; Ufa, 13 settembre 1966) è un ex hockeista su ghiaccio russo.

## Palmarès

### Olimpiadi
- Oro a Calgary 1988.[1]
- Oro a Albertville 1992.[2]
- Argento a Nagano 1998.[3]
- Bronzo a Salt Lake City 2002.[3]

### Mondiali
- Oro a Svizzera 1990.[1]
- Bronzo a Finlandia 1991.[1]

### Canada Cup
- Argento nel 1987.[1]

### Mondiali Juniores
- Oro a Canada 1986.[1]
- Bronzo a Finlandia 1985.[1]